# Thierry Espié

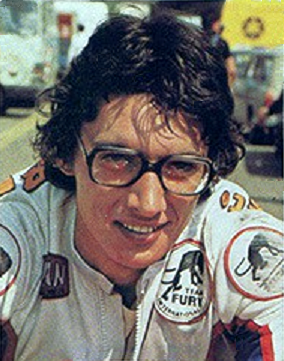
Thierry Espié in 1978

Thierry Espié (2 februari 1952) is een Frans voormalig motorcoureur. Zijn beste seizoenen waren 1979, toen hij vierde werd in de 125cc-klasse en 1980, toen hij vierde werd in de 250cc-klasse van het wereldkampioenschap wegrace. In beide seizoenen werd hij ook kampioen van Frankrijk in dezelfde klassen. 
Thierry Espié begon zijn racecarrière in 1975 in de Franse Kawasaki-Cup. Hij eindigde in zijn eerste seizoen als achtste. In 1976 werd hij in dezelfde klasse tweede. Gedurende dat seizoen bood het Franse merk Motobécane hem een contract aan voor het seizoen 1977, waarin hij samen met Michel Baloche in de 125cc-klasse aantrad. In de loop van het seizoen werd ook Julien van Zeebroeck aan het team toegevoegd. Na veel technische tegenslag scoorde Espié in de Grand Prix van Finland zijn eerste WK-punten. Hij werd zevende en eindigde het seizoen als 27e. Van Zeebroeck werd dertiende, maar hij had slechts één punt met de Motobécane gescoord en negentien punten met de Morbidelli waarmee hij het seizoen was begonnen. 
Na dit eerste tegenvallende seizoen trok Motobécane zich uit de racerij terug, maar Thierry Espié had vertrouwen in de 125cc-machines en nam ze van de fabriek over. Hij verbeterde de Motobécanes met hulp van Jean Bidalot, een ervaren constructeur die bekend was van de ABF-50cc-racers. Zonder fabrieksondersteuning ging het veel beter. In de Spaanse Grand Prix, de tweede race van het seizoen, scoorde Espié zijn eerste podiumplaats door tweede te worden. In de GP van Oostenrijk werd hij vierde. In de GP des Nations viel hij door een vastloper terwijl hij aan de leiding lag. Hij wist de machine weer aan te duwen en werd alsnog vierde. In de GP van Zweden werd hij derde, in de GP van Finland zevende, in de Britse GP vierde en in de Duitse GP tweede. Zo eindigde hij zijn eerste volledige seizoen als vijfde in het wereldkampioenschap 125 cc.
In het seizoen 1979 nam de fabriek de leiding weer in handen. Thierry Espié trad weer in dienst van Motobécane dat de 125cc-racers verder ontwikkelde. De machines waren lichter en sneller geworden en in de openingsrace (de GP van Venezuela) werd Espié tweede achter Ángel Nieto, die hij niet kon volgen door een onbalans in zijn voorwiel. In de GP van Oostenrijk viel hij terwijl hij op de derde plaats lag. In de GP des Nations, de Spaanse GP en de Joegoslavische GP werd hij weer tweede, maar in de TT van Assen viel hij en brak hij een voet. Motobécane gaf zijn machine vanaf de Britse GP aan Guy Bertin, die op privébasis ook al met een Motobécane reed. Die won in dit seizoen nog twee GP's en dat kostte Thierry Espié zijn plaats bij Motobécane. Hij eindigde het seizoen 1979 wel op de vierde plaats in het wereldkampioenschap. 
In het seizoen 1980 startte Thierry Espié als privérijder in de 250cc-klasse en in de 350cc-klasse met Bimota-Yamaha's. In de 250cc-klasse scoorde hij drie podiumplaatsen en hij werd vierde in de eindstand. 
Het seizoen 1981 begon Espié met een Chevallier-Yamaha TZ 250 en een Bimota-Yamaha TZ 350, maar in de Duitse Grand Prix mocht hij met de door Pernod Ricard gesponsorde 350cc-Yamaha van Michel Rougerie rijden. Zijn vriend Jean Bidalot was toen al bezig met de ontwikkeling van de Pernod 250 GP. Vanaf de TT van Assen werd die machine ingezet met Thierry Espié als rijder. Het werd nog geen succes: Espié haalde slechts één keer de finish als vijfde in de GP van San Marino. Tijdens de Britse Grand Prix brak hij vier rugwervels waardoor zijn seizoen vroegtijdig eindigde. 
In het seizoen 1982 vormde Espié het Pernod-team samen met Christian Estrosi, die hem eind 1981 al vervangen had toen Espié een rugblessure had. Espié sloeg de tweede Grand Prix (Spanje) over om in de fabriek nieuwe krukassen te testen. Pas in de laatste Grand Prix, die van Duitsland, scoorde hij een podiumplaats en hij sloot het seizoen af als dertiende in de 250cc-eindstand. 
In het seizoen 1983 greep Thierry Espié weer terug op de Yamaha TZ 250 met een frame van Alain Chevallier, waar hij al eerder mee gereden had. Hij had een veel beter seizoen, dat eindigde met een vijfde plaats in het wereldkampioenschap. 
In het seizoen 1984 monteerde Espié aanvankelijk een Oostenrijkse Beko-blok in zijn Chevallier-frame, maar na vier races, waarvan hij zich in Oostenrijk niet eens wist te kwalificeren, besloot hij weer voor een Yamaha-motor te kiezen. Vier keer haalde hij de finish niet, maar in alle andere races scoorde hij in elk geval punten. Toch kwam hij niet verder dan de twaalfde plaats in de eindstand. 
In zijn laatste WK-seizoen, dat van 1985, startte Thierry Espié in de 500cc-klasse met een Honda RS 500 R-driecilindermotor, die weer in een Chevallier-frame was gemonteerd. In dit seizoen werd hij twintigste in de eindstand van de 500cc-klasse. 
Hierna stopte hij met zijn WK-carrière, maar in 1986 en 1987 startte hij nog enkele malen in enduranceraces. Daarna ging hij werken bij bandenfabrikant Dunlop.

## Wereldkampioenschap wegrace resultaten
(Races in vet zijn pole-positions; races in cursief geven de snelste ronde aan)
| Jaar | Klasse | Team          | Motorfiets                | 1       | 2            | 3       | 4       | 5       | 6       | 7            | 8            | 9            | 10           | 11           | 12           | 13           | 14           | Punten | Plaats | Overwinningen |
| ---- | ------ | ------------- | ------------------------- | ------- | ------------ | ------- | ------- | ------- | ------- | ------------ | ------------ | ------------ | ------------ | ------------ | ------------ | ------------ | ------------ | ------ | ------ | ------------- |
| 1977 | 125 cc | Motobécane    | Motobécane 125            | VEN -   | OOS DNF      | DUI -   | NAT -   | SPA -   | FRA -   | JOE -        | NED -        | BEL -        | ZWE -        | FIN 7        |              | GBR DNF      |              | 4      | 27e    | 0             |
| 1977 | 350 cc | Privé         | Yamaha TZ 350             | VEN -   | OOS afgelast | DUI -   | NAT -   | SPA -   | FRA 14  | JOE -        | NED -        |              | ZWE -        | FIN -        | TSL -        | GBR -        |              | 0      | -      | 0             |
| 1978 | 125 cc | Privé         | Motobécane 125            | VEN DNF | SPA 2        | OOS 4   | FRA DNF | NAT 4   | NED DNF | BEL DNF      | ZWE 3        | FIN 7        | GBR 4        | DUI 2        |              | JOE DNF      |              | 62     | 5e     | 0             |
| 1978 | 250 cc | Privé         | Yamaha TZ 250             | VEN -   | SPA -        |         | FRA -   | NAT -   | NED -   | BEL -        | ZWE -        | FIN -        | GBR -        | DUI 10       | TSL -        | JOE DNF      |              | 1      | 28e    | 0             |
| 1979 | 125 cc | Motobécane    | Motobécane 125            | VEN 2   | OOS DNF      | DUI DNF | NAT 2   | SPA 2   | JOE 2   | NED DNF      | BEL blessure | ZWE blessure | FIN blessure | GBR blessure | TSL blessure | FRA blessure |              | 48     | 4e     | 0             |
| 1979 | 250 cc | Privé         | Yamaha TZ 250             | VEN -   |              | DUI 24  | NAT 10  | SPA DNF | JOE 15  | NED blessure | BEL blessure | ZWE blessure | FIN blessure | GBR blessure | TSL blessure | FRA blessure |              | 1      | 34e    | 0             |
| 1980 | 250 cc | Privé         | Bimota-Yamaha TZ 250      | NAT 4   | SPA 3        | FRA 3   | JOE DNF | NED 4   | BEL DNF | FIN 9        | GBR 3        | TSL 6        | DUI -        |              |              |              |              | 53     | 4e     | 0             |
| 1980 | 350 cc | Privé         | Bimota-Yamaha TZ 350      | NAT -   |              | FRA DNF |         | NED 8   |         |              | GBR 8        | TSL DNF      | DUI -        |              |              |              |              | 6      | 15e    | 0             |
| 1981 | 250 cc | Privé         | Chevallier-Yamaha TZ 250  | ARG 10  |              | DUI DNF | NAT 7   | FRA 2   | SPA 10  |              |              |              |              |              |              |              |              | 24     | 11e    | 0             |
| 1981 | 250 cc | Pernod        | Pernod 250 GP             |         |              |         |         |         |         |              | NED DNF      | BEL DNF      | SMR 5        | GBR blessure | FIN blessure | ZWE blessure | TSL blessure | 24     | 11e    | 0             |
| 1981 | 350 cc | Privé         | Bimota-Yamaha TZ 350      | ARG 6   | OOS 8        |         | NAT DNF |         |         | JOE 5        | NED DNF      |              |              | GBR blessure |              |              | TSL blessure | 24     | 7e     | 0             |
| 1981 | 350 cc | Pernod Ricard | Yamaha TZ 350             |         |              | DUI 3   |         |         |         |              |              |              |              |              |              |              |              | 24     | 7e     | 0             |
| 1982 | 250 cc | Pernod        | Pernod 250 GP             |         |              | FRA DNF | SPA -   | NAT -   | NED 9   | BEL -        | JOE 10       | GBR 6        | ZWE 9        | FIN DNF      | TSL DNF      | SMR 9        | DUI 3        | 22     | 12e    | 0             |
| 1982 | 350 cc | Privé         | Chevallier-Yamaha TZ 350  | ARG -   | OOS -        | FRA -   |         | NAT -   | NED -   |              |              | GBR -        |              | FIN DNF      | TSL 4        |              | DUI DNF      | 8      | 19e    | 0             |
| 1983 | 250 cc | Privé         | Chevallier-Yamaha TZ 250  | ZAF 11  | FRA 9        | NAT 2   | DUI DNF | SPA 5   | OOS 3   | JOE 15       | NED 6        | BEL 4        | GBR 2        | ZWE 13       |              |              |              | 55     | 5e     | 0             |
| 1984 | 250 cc | Privé         | Chevallier-Beko           | ZAF 15  | NAT DNF      | SPA -   | OOS DNQ |         |         |              |              |              |              |              |              |              |              | 20     | 12e    | 0             |
| 1984 | 250 cc | Privé         | Chevallier-Yamaha TZ 250  |         |              |         |         | DUI 9   | FRA 4   | JOE DNF      | NED DNF      | BEL 6        | GBR DNF      | ZWE DNF      | SMR 6        |              |              | 20     | 12e    | 0             |
| 1985 | 500 cc | Privé         | Chevallier-Honda RS 500 R | ZAF 10  | SPA -        | DUI -   | NAT -   | OOS -   | JOE DNF | NED DNF      | BEL 12       | FRA -        | GBR DNF      | ZWE 9        | SMR DNF      |              |              | 3      | 17e    | 0             |